# Hiệu sách cũ

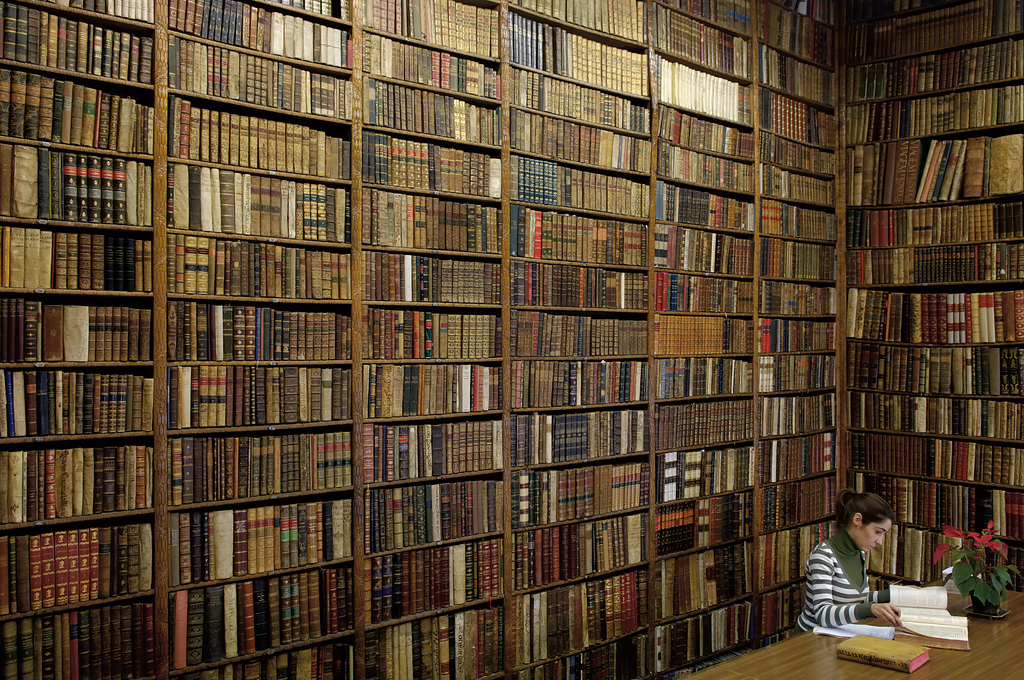
Một cửa hàng sách cũ ở Madrid

Hiệu sách cũ hay cửa hàng sách cũ chuyên mua và bán sách đã qua sử dụng và sách không còn xuất bản. Một loạt các tiêu đề có sẵn trong các nhà sách đã qua sử dụng, bao gồm cả trong các cuốn sách in và không phải in. Người sưu tập sách thường đến cửa hàng sách cũ. Các nhà sách trực tuyến lớn cũng có bán sách cũ. Các cá nhân muốn bán sách cũ của họ bằng cách sử dụng các hiệu sách trực tuyến đồng ý với các điều khoản được (các) nhà sách nêu ra: ví dụ: trả cho (các) cửa hàng sách trực tuyến một khoản hoa hồng được xác định trước khi bán sách.
Các cửa hàng sách cũ có thể có kích thước cung cấp từ vài trăm đến vài trăm ngàn đầu sách. Chúng có thể là các cửa hàng chính thống, cửa hàng chỉ có trên internet hoặc kết hợp cả hai. Một thị trấn sách là một địa phương nơi có nhiều nhà sách được đặt và phục vụ như là điểm thu hút chính của thị trấn đối với khách du lịch.

## Hiệu sách du lịch

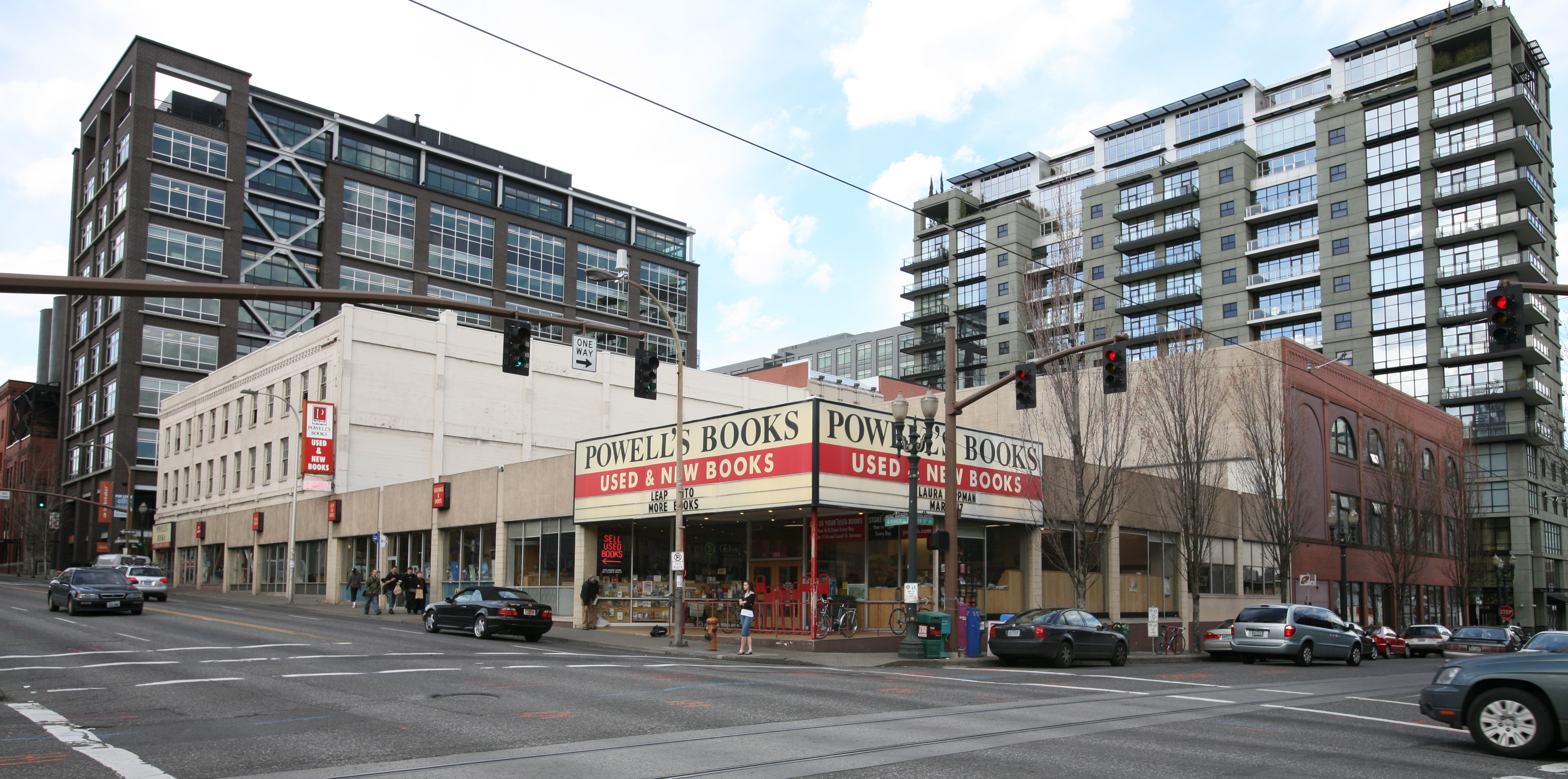
Lối vào thứ 10 & Burnside Powell's Books

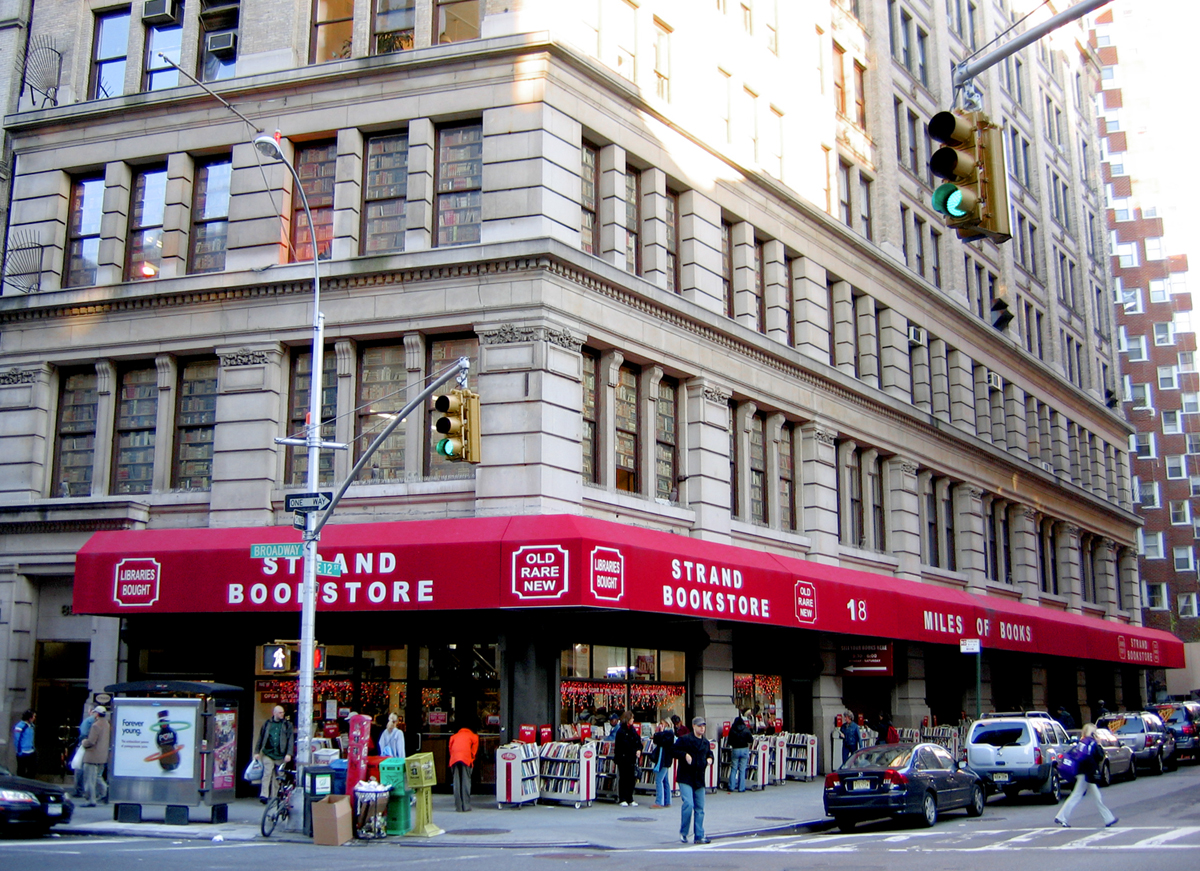
Cửa hàng sách Strand tại 828 Broadway (và 12th St)

Du lịch nhà sách là một loại hình du lịch văn hóa nhằm thúc đẩy các nhà sách độc lập như một điểm đến du lịch theo đoàn. Nó bắt đầu như một nỗ lực cơ sở để hỗ trợ các hiệu sách do địa phương sở hữu và điều hành, nhiều trong số đó đã phải vật lộn để cạnh tranh với các chuỗi cửa hàng sách lớn và các nhà bán lẻ trực tuyến. Dự án được khởi xướng bởi Larry Portzline, một nhà văn và giảng viên đại học ở Harrisburg, Pennsylvania, người đã dẫn "các chuyến đi đường sách" đến các thành phố khác và nhận ra tiềm năng của nó như một công cụ tiếp thị và tiếp thị nhóm. Điểm đến du lịch nhà sách nổi tiếng nhất là Hay-on-Wye ở Wales.
Vào năm 2007, Thời báo New York đã lập luận rằng Thung lũng Tiền phong ở Tây Massachusetts, là "nơi có nhiều tác giả nhất, được yêu thích về sách, văn học, tôn vinh văn học" ở Hoa Kỳ. Cụ thể, nó đã thảo luận về ba hiệu sách trong khu vực, Amherst Books ở Amherst, Massachusetts, Broadside Bookshop ở Northampton, Massachusetts và The Odyssey Bookshop ở South Hadley, Massachusetts.
Năm 2008, USA Today đã liệt kê 9 điểm đến du lịch của nhà sách hàng đầu tại Hoa Kỳ là: Books &amp; Books in Coral Gables, Florida; City Lights Books ở San Francisco; Công ty sách Elliott Bay ở Seattle; Politics and Prose ở Washington, DC; Powell's Books ở Portland, Oregon; Prairie Lights ở thành phố Iowa, Iowa; Tattered Cover ở Denver, Colorado; Nhà sách ở Blytheville ở Blytheville, Arkansas; và Cửa hàng sách Strand tại thành phố New York.
Du lịch nhà sách được khuyến khích bởi các tổ chức như Nhà sách Cổ vật Massachusetts và Rhode Island (MARIAB). Được thành lập vào năm 1976, tổ chức này có 125 thành viên kinh doanh Tính đến  năm 2013, công khai các cửa hàng sách thành viên của mình với một trang web và một tập sách thư mục hàng năm miễn phí, và tài trợ cho một "Hội chợ sách & Ephemera hàng năm" 